# Myrcia gollmeriana
Myrcia gollmeriana är en myrtenväxtart som beskrevs av Otto Karl Berg. Myrcia gollmeriana ingår i släktet Myrcia och familjen myrtenväxter.
Artens utbredningsområde är Venezuela. Inga underarter finns listade i Catalogue of Life.